# Aston Martin Virage
Aston Martin Virage — автомобиль класса Гран туризмо, выпускавшийся с 1989 по 1996, а также в 2011—2012 году английской компанией Aston Martin.

## Virage (1989—1995)
Новая модель Virage дебютировала на автосалоне в Бирмингеме 18 октября 1988 года. Имя автомобиля выбрал Виктор Гонтлетт (англ. Victor Gauntlett), глава компании в то время. Название Virage, по-французски «поворот», было созвучно устоявшимся уже именам моделей компании, таким как Volante и Vantage.
Внешний вид автомобиля был создан молодыми дизайнерами Джоном Хеффернан (John Heffernan) и Кеном Гринли (Ken Greenley), которые победили на объявленном компанией конкурсе. Модель была комфортабельнее и тише предыдущих, и была первым действительно новым автомобилем компании за почти 20 лет. Новый V-образныйвосьмицилиндровый двигатель был развитием проверенного 5,3-литрового мотора, но с новой головкой с четырьмя клапанами на цилиндр.
В марте 1992 года модель получила ещё более мощную 6,3-литровую версию двигателя. В это же время впервые на автомобиль Aston Martin стали предлагать антиблокировочную систему тормозов. Внешние изменения модели были минимальными: расширенные колёсные арки, увеличенная юбка под передним бампером и опционный задний спойлер.
Помимо стандартных автомобилей выпускались версии в особом исполнении (Works Package). Такие модели, вместе с 6,3-литровым двигателем имели специальные тормоза, колёса и настроенную подвеску. Помимо технических изменений у них был более агрессивный обвес: расширенные арки колёс, увеличенные воздухозаборники и юбки понизу порогов. Спортивный обвес был доступен для установки не только на новые, но и на ранее выпущенные автомобили.

## Virage Volante (1992—1996)
Первый прототип открытой версии модели, показанный в 1990 году на автосалоне в Бирмингеме, был двухместным. Но, под давлением публики, кабриолет получил два дополнительных места, и в таком виде был представлен в Женеве в марте 1991 года.
Этот роскошный четырёхместный автомобиль был настоящим Гран туризмо. Его автоматически складывающийся верх был изготовлен из мохера, салон отделан кожей Коннолли и полированным орехом. Оборудовался он таким же, что и купе, 5,3-литровым двигателем, но на некоторые экземпляры устанавливали более впечатляющий 6,3-литровый мотор.

## Virage Shooting Brake (1992—2000)
Универсалы (Shooting-brake) и раньше создавались на основе купе Aston Martin, но изготавливались они всегда сторонними фирмами. Показанный в марте 1992 года на Женевском автосалоне Virage Shooting Brake был первым таким автомобилем, произведённым самой компанией. Всего их было сделано восемь экземпляров.

## Virage (2011—2012)
Представленный на автосалоне в Женеве в 2011 году, новый Virage был создан на базе DB9, немного спортивнее его, но менее экстремальный, чем DBS, заполняя узкое пространство между ними.
Выпускавшийся с закрытым кузовом купе (Coupe) и в виде открытого кабриолета (Volante), автомобиль имел новый передок, немного изменённые боковины и диффузор под задним бампером. В салоне царствовали алюминий, углепластик, ореховое дерево и семь видов кожи, красиво сшитых и дразнящих обоняние, взгляд и кончики пальцев.
Алюминиевый каркас кузова, на 20 л.с. более мощный двигатель, трансмиссия с расположенной сзади коробкой (трансэксл), управляемые амортизаторы и керамические тормоза — всё это формировало хорошо сбалансированный и быстрый спортивный автомобиль. 